# Katja Retsin
Katja Martha Alberte Maria Retsin (Gent, 22 maart 1972) is een Vlaamse presentatrice en omroepster bij radio en televisie. Verder schrijft zij boeken en columns.

## Levensloop
Retsin studeerde voor vertaler-tolk Engels-Spaans aan de VLEKHO in Brussel. Daarna volgde zij in Gent nog een opleiding Media en Communicatie, waardoor ze voor radio en televisie ging werken.

### Televisie
Eerst was zij twee jaar productieassistente bij productiehuis IDTV, waarna ze haar kans waagde als vj bij muziekzender TMF. Na vier jaar stapte ze over naar de VRT, waar ze als omroepster en presentatrice aan de slag ging. In april 2008 zei Retsin de omroepstoel vaarwel om zich meer te gaan concentreren op haar presenteerwerk. In 2009 ging Retsin terug omroepen. Na het overlijden van Yasmine en het vertrek van Sandrine Van Handenhoven was er dringend behoefte aan een nieuwe omroepster. Aangezien er geen nieuwe programma's voor haar klaarlagen, enkel de presentatie van De Rode Loper, kon ze terug omroepen.
Na de stopzetting van De Rode Loper in 2011 besloot Retsin niet langer exclusief te werken voor Eén. Haar laatste dag als omroepster was 26 juli 2011. In het najaar 2011 presenteerde ze The Bachelor op VTM en werd ze de een van de gezichten van het nieuwe showbizzprogramma Voor de Show. Dat programma ging na anderhalf televisieseizoen al ter ziele en sinds de laatste uitzending op 21 december 2012 is het Gala van de Gouden Schoen op 23 januari 2013 nog de enige presentatieopdracht die Retsin heeft verricht.
Sinds oktober 2017 is ze aan de slag bij de regionale zender TV Oost. Ze ging later nog aan de slag bij andere lokale zenders.
In de zomer van 2023 presenteert ze samen met Sverre Denis Vlaanderen Muziekland op Pickx+, de digitale zender van Proximus.

### Kledingwinkels
Retsin opende op 8 september 2007 samen met haar schoonzus Barbara een dameskledingwinkel in het Gentse Sint-Denijs-Westrem, Close-up genaamd. Op 26 augustus 2009 openden ze samen hun tweede winkel in Izegem. In augustus 2011 werd een derde zaak geopend in Maldegem. In 2012 opende er een vierde winkel in Puurs, in 2015 een vijfde in Lochristi. Eind 2016 trok ze zich terug uit de keten.

### Actrice
In 2018 is ze samen met haar man te zien als moeder van Dolfje in de musicalversie van het verhaal Dolfje Weerwolfje.
Vanaf 2021 is Retsin ook te zien als actrice bij Het Farcetheater.
In 2023 studeerde ze af aan De Nederlandse Acteursschool.

### Schrijfster
Daarnaast is Retsin ook actief als schrijfster van kinderboeken. Haar eerste boek heette Snot en het huisje van papier en werd geïllustreerd door haar schoonbroer Koen Schepens.

### Privéleven
Retsin is getrouwd met de Vlaamse acteur Jan Schepens, met wie zij twee dochters en een zoon heeft.

## Televisie
- Het Swingpaleis
- De Nationale Test
- Vliegende Start
- 1 jaar gratis
- Vlaanderen Vakantieland
- Steracteur Sterartiest
- F.C. De Kampioenen (2007) - gastrol als zichzelf
- De Rode Loper
- De Bachelor
- Voor de Show
- Campus 12 (2020) - als Lina Michiels

## Radio
- Ultratop 50 (Radio Donna)
- Donnadeluxe (Radio Donna)